# Serguéi Trofímov
Serguéi Serguéyevich Trofímov –en ruso, Сергей Сергеевич Трофимов– (Nizhni Nóvgorod, 27 de julio de 1995) es un deportista ruso que compite en patinaje de velocidad sobre hielo.
Participó en dos Juegos Olímpicos de Invierno, en los años 2018 y 2022, obteniendo una medalla de plata en Pekín 2022, en la prueba de persecución por equipos (junto con Daniil Aldoshkin y Ruslan Zajarov).
Ganó cuatro medallas en el Campeonato Mundial de Patinaje de Velocidad sobre Hielo en Distancia Individual entre los años 2019 y 2021.

## Palmarés internacional
| Juegos Olímpicos                           | Juegos Olímpicos                | Juegos Olímpicos  | Juegos Olímpicos        |
| Año                                        | Lugar                           | Medalla           | Prueba                  |
| ------------------------------------------ | ------------------------------- | ----------------- | ----------------------- |
| 2022                                       | Pekín (China)                   | Medalla de plata  | Persecución por equipos |
| Campeonato Mundial en Distancia Individual |                                 |                   |                         |
| Año                                        | Lugar                           | Medalla           | Prueba                  |
| 2019                                       | Inzell (Alemania)               | Medalla de bronce | Persecución por equipos |
| 2020                                       | Salt Lake City (Estados Unidos) | Medalla de bronce | Persecución por equipos |
| 2021                                       | Heerenveen (Países Bajos)       | Medalla de bronce | 5000 m                  |
| 2021                                       | Heerenveen (Países Bajos)       | Medalla de bronce | Persecución por equipos |